# Seznam nosilcev spominskega znaka Pristava 1991
Seznam nosilcev spominskega znaka Pristava 1991.

## Seznam
(datum podelitve - ime)
- 12. januar 2001 - Milan Bolkovič - Franc Gregorinčič - Marijan Hanžel - Miran Jergovič - Danijel Kaučič - Srečko Korošec - Branko Kosi - Danilo Krajnc - Miro Kukol - Ivan Kukovec - Herman Lah Lebar - Drago Melin - Marjan Mesarič - Peter Mesarič - Bojan Nemec - Srečko Pavličič - Jože Prejac - Milan Rebrec - Alojz Semenič - Rajko Sobočan - Rudi Stegmuller - Janez Žabota